# Harry Gabcke

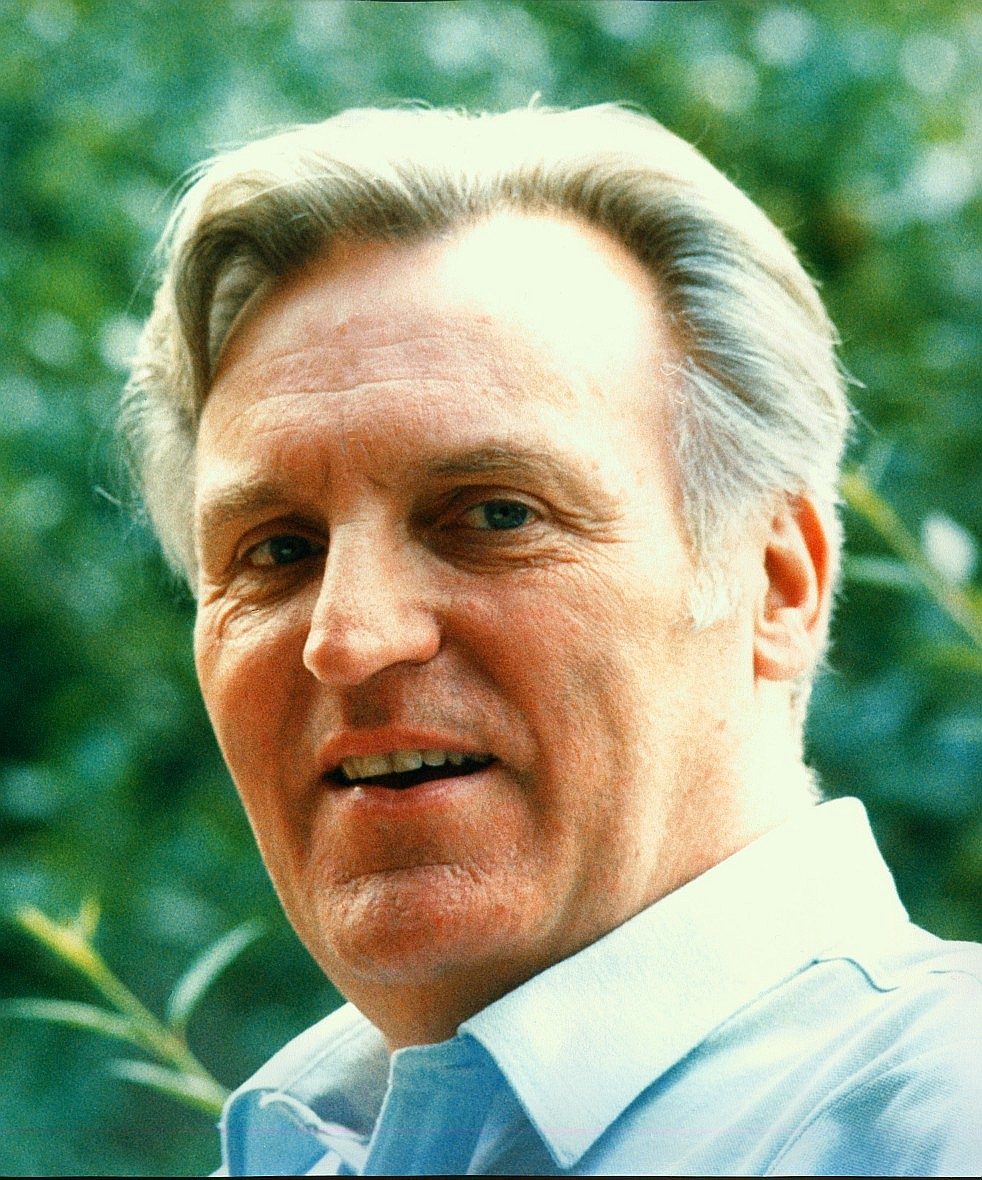
Harry Gabcke

Harry Gabcke (* 26. März 1927 in Wesermünde-Lehe; † 12. März 1988 in Bremerhaven) war ein deutscher Pädagoge und Heimatforscher.

## Leben
Gabcke besuchte in Bremerhaven die Grundschule und die Oberschule für Jungen, die nachmalige Lessingschule (Bremerhaven). Ostern 1942 wurde er in das zweite Ausbildungsjahr der Lehrerbildungsanstalt in Celle aufgenommen. Er musste die Ausbildung aus gesundheitlichen Gründen abbrechen und trat als kaufmännischer Verlagslehrling in den Nordwestdeutschen Verlag Ditzen & Co in Bremerhaven-Lehe ein. Er wurde im Juni 1944 zum Reichsarbeitsdienst und anschließend zum Heer (Wehrmacht) einberufen. Am Ende des Zweiten Weltkriegs geriet er in US-amerikanische Kriegsgefangenschaft, aus der er im März 1946 entlassen wurde. Im Mai 1946 trat er in das von Walter Zimmermann geleitete Pädagogische Seminar Bremerhaven. Dort bestand er im Juli 1947 die erste Lehrerprüfung. Die zweite Lehrerprüfung bestand er im September 1952 vor dem Bremer Prüfungsausschuss. Seit Februar 1953 fest angestellt, unterrichtete er an der Uhlandschule. Seit 1953 war er Lehrer an der Neuelandschule in Lehe, der Fichteschule in Wulsdorf und der Immanuel-Kant-Schule in Geestemünde. 1961 erfolgte seine Berufung zum Leiter der Hermann-Löns-Schule, 1968 der Fritz-Husmann-Schule in Leherheide (Bremerhaven) und 1971 an der Johann-Gutenberg-Schule in Leherheide. 1985 wurde er nach einem Herzinfarkt pensioniert. Im Schuldienst war er lange Jahre Vorsitzender des Personalrats der Bremerhavener Schulen und Mitglied der Gewerkschaft Erziehung und Wissenschaft (GEW).
Von Bedeutung sind seine heimatkundlichen Arbeiten, insbesondere das dreibändige Werk Bremerhaven in zwei Jahrhunderten, das seine Frau nach seinem Tod abschloss. In den 1950er Jahren engagierte sich Gabcke in der Gesamtdeutschen Volkspartei Gustav Heinemanns, für die er bei der Bundestagswahl 1953 erfolglos im Land Bremen kandidierte. Eingehend befasste er sich mit Waldemar Becké und Erich Koch-Weser. Er starb kurz vor seinem 61. Geburtstag. Sein Sohn Wolfgang Gabcke wurde als Mathematiker in Göttingen promoviert.

## Werke
- Bremerhaven früher und heute. Ditzen, Bremerhaven 1969.
- 150 Jahre Bremerhaven. 1827–1977. Bremerhaven früher und heute. Ditzen, Bremerhaven 1978.
- Die Zerstörung Wesermündes in der Bombennacht vom 18. September 1944 – eine Erinnerung nach 40 Jahren. Kleine Schriften des Stadtarchivs, Bremerhaven 1985.
- Harry Gabcke, Renate Gabcke, Herbert Körtge: Bremerhaven: früher – gestern – heute. Nordwestdeutsche Verlagsgesellschaft, Bremerhaven 1998, ISBN 3-927857-98-X.